# César de Missy
César de Missy  (* 2. Juni 1703 in Berlin, Preußen; † 10. August 1775 in London, Königreich Großbritannien) war ein hugenottischer Theologe. Als Büchersammler spezialisierte er sich auf Manuskripte des Neuen Testaments.

## Leben
César de Missy war der Sohn von Charles de Missy aus Marennes und von Suzanne Godeffroy aus La Rochelle (Schwägerin von Charles Ancillon), die im Zuge der Aufhebung des Edikts von Nantes nach Berlin ausgewandert waren und sich als Kaufleute betätigten. Hier besuchte César de Missy das Französische Gymnasium und studierte an der Brandenburgischen Universität in Frankfurt an der Oder. 1731 erhielt er eine Stelle als Pastor an der Savoy Chapel in London und wurde geistlicher Berater bzw. Almosenier von König Georg III. In der Folge verbrachte er sein Leben hauptsächlich als Bibliophiler. Er verkehrte im Londoner Rainbow Coffee House, wo zu jener Zeit auch Voltaire zugegen war. Des Weiteren stand er auch mit Johann Jakob Wettstein in Kontakt und überließ ihm seine mit Notizen versehene Handausgabe des griechischen Neuen Testaments.
Für eine Neuausgabe des Neuen Testaments stellte de Missy zahlreiche Manuskripte zusammen, die teilweise vom  Berg Athos stammen (z. B. Minuskel 44, British Library). Zu dieser Sammlung gehören unter anderem die Minuskeln 449, 483, 560, 561 sowie die Lektionare ℓ 38, ℓ 162, ℓ 239, ℓ 240 und ℓ 241. Später gelangte diese Sammlung in die Hände von William Hunter, dann gehörte sie Matthew Baillie und gelangte schließlich in den Besitz der Universität Glasgow.
De Missy verfasste unter anderem eine Predigt über den Psalm 137 unter dem Titel Les Larmes du Refuge („Die Tränen der Zuflucht“).